# Aoife Hinds
Aoife Josee Patarot-Hinds (nacida en Londres en 1991) es una actriz británica. Es más conocida por sus papeles en la miniserie Normal People (2020), de BBC Three y Hulu, la serie de ITV The Long Call (2021) o la película Hellraiser (2022).

## Primeros años
Hinds nació en el sur de Londres, hija del actor irlandés Ciarán Hinds y de la actriz francesa de origen vietnamita Hélène Patarot. Hinds recibió clases de violín y piano los fines de semana en la Guildhall School of Music and Drama y se trasladó a París a los 10 años. En 2013 se licenció en Relaciones Internacionales por la Escuela de Economía de Londres (LSE) y en 2016 obtuvo un máster en Interpretación por el Royal Welsh College of Music & Drama. También se formó en el Conservatoire national supérieur d'art dramatique (CNSAD) en 2017.

## Carrera
En 2018, Hinds hizo su debut en el largometraje en The Commuter y su debut en televisión en la miniserie francesa Immortality y con una aparición como invitada en un episodio de la adaptación de Syfy de Nightflyers. Al año siguiente, interpretó a Ellie en la serie de ITV Cheat y a Lyla en la serie de ciencia ficción The Feed, y se dio a conocer gracias a su papel de invitada como Mae Chung en un episodio de la comedia de Channel 4 y Netflix Derry Girls. Protagonizó "i will still be whole (when you rip me in half)" en el Bunker Theatre.
Hinds tuvo un papel recurrente como Helen Brophy, la novia universitaria de Connell (Paul Mescal), en la adaptación a miniserie de BBC Three y Hulu en 2020 de Normal People, de Sally Rooney. También apareció en la película The Man in the Hat. En 2021, Hinds interpretó a la princesa María Tudor en la serie de Channel 5 Anne Boleyn y formó parte del reparto principal del drama criminal de ITV The Long Call como Gaby Chadwell.
En 2022, Hinds protagonizó la undécima entrega de la franquicia de terror Hellraiser, que se estrenó en Hulu. Formó parte del reparto original de la obra Patriots en el Teatro Almeida, debutando más adelante con el estreno de la producción en el West End en el Teatro Noël Coward. También presentó un documental para televisión titulado The Brontës: An Irish Tale.

## Filmografía

### Cine
| Año  | Título             | Papel     |
| ---- | ------------------ | --------- |
| 2018 | El pasajero        | Jeanie    |
| 2020 | The Man in the Hat | Garagista |
| 2022 | Hellraiser         | Nora      |
| 2022 | Cottontail         | Mary      |
| 2023 | La gran exclusiva  | Rebecca   |
| 2024 | We Live in Time    | Skye      |

### Televisión
| Año  | Título                     | Papel                     | Notas                              |
| ---- | -------------------------- | ------------------------- | ---------------------------------- |
| 2018 | Immortality                | Tisha                     | Miniserie                          |
| 2018 | Nightflyers                | Sylvie                    | Episodio: "Torches and Pitchforks" |
| 2019 | Cheat                      | Ellie                     | Papel principal                    |
| 2019 | Derry Girls                | Mae Chung                 | Episodio: "The Prom"               |
| 2019 | The Feed                   | Lyla                      | 2 episodios                        |
| 2020 | Normal People              | Helen Brophy              | 4 episodios                        |
| 2021 | Celebrity Mastermind       | Ella misma                | 1 episodio                         |
| 2021 | Anne Boleyn                | María Tudor               | Miniserie                          |
| 2021 | The Long Call              | Gaby Chadwell             | Papel principal                    |
| 2022 | The Brontës: An Irish Tale | Ella misma – presentadora | Documental                         |
| 2024 | Dune: Prophecy             | Hermana Emeline           | 6 episodios                        |